# Кріостат

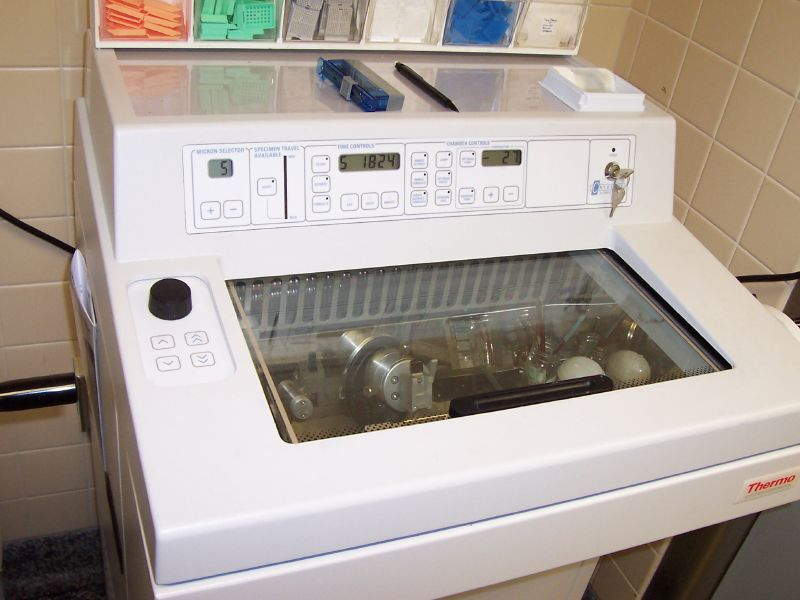
Кріостат-мікротом, що використовується для виготовлення заморожених зрізів для патологогістолоічного дослідження.

Кріоста́т (англ. cryostat, нім. Kryostat) — металевий, скляний або пластмасовий пристрій (термостат), всередині якого стало підтримується кріогенна (менша за 120К) температура; засіб кріогенної техніки.

## Загальна інформація
Джерелами холоду, або холодоагентами, в кріостатах служать азот, гелій, водень та інші гази (в скрапленому або отвердненому стані) з низькою температурою конденсації й замерзання. До найпоширеніших належать металеві (мідні, з нержавіючої сталі, алюмінієвих сплавів) кріостати зі скрапленими газами (наприклад, гелієм — холодоагентом і азотом, що перешкоджає надходженню тепла від навколишнього середовища).
Температурні деформації, що виникають між внутрішніми частинами і корпусом таких кріостатів, компенсує сильфон. Досконалішими є кріостати з газами в отвердненому стані: у них більші інтервал охолодження і термін експлуатації. 

## Застосування в медицині
В медицині кріостат використовують для експрес-патологогістологічного дослідження (експрес-ПГД) видаленого зразка тканини. Метою експрес-ПГД є встановлення попереднього гістопатологічного діагнозу під час операції.

## Інші сфери застосування
У кріостатах досліджують фізичні властивості матеріалів, вивчають їх стійкість до низьких температур, надпровідність тощо.